# Cupa României 1977-1978
Ediția 1977-1978 a fost a 40-a ediție a Cupei României la fotbal. Cupa României a fost câștigată de Universitatea Craiova pentru a doua oară la rând, învingând-o în finală pe Olimpia Satu Mare cu 3-1.

## Desfășurare
Toate meciurile de după faza șaisprezecimilor, exceptând finala (care a avut loc în București), s-au jucat pe teren neutru. În șaisprezecimi au participat 32 de echipe, din care făceau parte și cele din Divizia A. Dacă după 90 de minute scorul era egal se jucau două reprize de prelungiri a câte 15 minute. Dacă după prelungiri scorul era tot egal, soarta calificării se decidea la loviturile de departajare.

## Șaisprezecimi
| Data              | Echipă gazdă        |   | Echipă oaspete     | Rezultat    |
| ----------------- | ------------------- | - | ------------------ | ----------- |
| 19 februarie 1978 | FCM Alexandria      | – | Petrolul Ploiești  | 0:1         |
|                   | Dacia Unirea Brăila | – | CS Târgoviște      | 1:0         |
|                   | Steaua București    | – | Sportul Studențesc | 2:0         |
|                   | Progresul București | – | SC Bacău           | 2:4 (d. p.) |
|                   | Câmpia Turzii       | – | ASA Tîrgu Mureș    | 2:1         |
|                   | Recolta Diosig      | – | Farul              | 0:6         |
|                   | Focșani             | – | Argeș Pitești      | 0:1         |
|                   | Dunărea Galați      | – | Jiul Petroșani     | 3:2         |
|                   | Viitorul Gheorgheni | – | Poli Timișoara     | 0:3         |
|                   | Constructorul Iași  | – | Corvinul           | 2:5         |
|                   | Avântul Mâneciu     | – | U Craiova          | 2:5         |
|                   | Gaz Metan           | – | Poli Iași          | 1:1 (d. p.) |
|                   | Gloria Reșița       | – | Olimpia Satu Mare  | 0:1         |
|                   | Chimia R Vâlcea     | – | FC Bihor           | 0:2         |
|                   | UTA Arad            | – | FCM Reșița         | 4:0         |
|                   | Victoria Zalău      | – | Dinamo             | 0:7         |

## Optimi
| Data            | Oraș        | Echipă gazdă        |   | Echipă oaspete    | Rezultat   |
| --------------- | ----------- | ------------------- | - | ----------------- | ---------- |
| 19 aprilie 1978 | Brăila      | Dinamo              | – | Farul             | 1:0        |
|                 | București   | UTA Arad            | – | Petrolul Ploiești | 3:1        |
|                 | Buzău       | Argeș Pitești       | – | SC Bacău          | 1:0        |
|                 | Cluj-Napoca | Olimpia Satu Mare   | – | Corvinul          | 5:3 (pen.) |
|                 | Galați      | Poli Iași           | – | Steaua București  | 6:5 (pen.) |
|                 | Pitești     | Dunărea Galați      | – | FC Bihor          | 3:0        |
|                 | Ploiești    | Dacia Unirea Brăila | – | Poli Timișoara    | 3:1        |
|                 | Sibiu       | U Craiova           | – | Câmpia Turzii     | 2:1        |

## Sferturi
| Data         | Oraș        | Echipă gazdă      |   | Echipă oaspete      | Rezultat    |
| ------------ | ----------- | ----------------- | - | ------------------- | ----------- |
| 24. Mai 1978 | Cluj-Napoca | Olimpia Satu Mare | – | UTA Arad            | 1:0         |
|              | Focșani     | Argeș Pitești     | – | Dunărea Galați      | 2:1         |
|              | Onești      | Poli Iași         | – | Dacia Unirea Brăila | 2:1         |
|              | Sibiu       | U Craiova         | – | Dinamo              | 3:2 (d. p.) |

## Semifinale
| Data          | Oraș      | Echipă gazdă      |   | Echipă oaspete | Rezultat    |
| ------------- | --------- | ----------------- | - | -------------- | ----------- |
| 18 iunie 1978 | București | U Craiova         | – | Poli Iași      | 2:0         |
|               | Sibiu     | Olimpia Satu Mare | – | Argeș Pitești  | 1:0 (d. p.) |

## Finala
| 3 iulie 1978 17:00 | U Craiova                                             | 3 – 1 | Olimpia Satu Mare | Stadionul Republicii, București Spectatori: 10.000 Arbitru: Romeo Stâncan (București) |
| 3 iulie 1978 17:00 | 43' Sorin Cârțu 45' Rodion Cămătaru 74' Dumitru Marcu |       | Iosif Helvei 76'  | Stadionul Republicii, București Spectatori: 10.000 Arbitru: Romeo Stâncan (București) |

| UNIVERSITATEA CRAIOVA: |                    |     |
|                        |                    |     |
| P                      | Gabriel Boldici    | 86' |
| F                      | Nicolae Ungureanu  |     |
| F                      | Nicolae Tilihoi    |     |
| F                      | Costică Ștefănescu |     |
| F                      | Petre Purima       |     |
| M                      | Costică Donose     |     |
| M                      | Ilie Balaci        | 65' |
| M                      | Aurel Beldeanu     |     |
| M                      | Sorin Cârțu        |     |
| A                      | Rodeon Cămătaru    |     |
| A                      | Dumitru Marcu      | 46' |
| Înlocuiri:             |                    |     |
| M                      | Aurel Țicleanu     | 65' |
| P                      | Silviu Lung        | 86' |
| Antrenor:              |                    |     |
| Ilie Oană              |                    |     |

| OLIMPIA SATU-MARE: |                  |     |
|                    |                  |     |
| P                  | Ștefan Fehér     |     |
| F                  | Mihai Popa       |     |
| F                  | Firu Smarandache |     |
| F                  | Nicolae Marcu    |     |
| F                  | Sandor Pinter    |     |
| M                  | Gheorghe Sabou   | 73' |
| M                  | Ludovic Keiser   |     |
| M                  | Iosif Bathori    |     |
| A                  | Viorel Mureșan   |     |
| A                  | Viorel Hațeganu  |     |
| A                  | Gavrilă Both     | 65' |
| Înlocuiri:         |                  |     |
| A                  | Iosif Helvei     | 65' |
| A                  | Vasile Bocșa     | 73' |
| Antrenor:          |                  |     |
| Gheorghe Staicu    |                  |     |